# آقا (فیلم)
آقا فیلمی به کارگردانی  و نویسندگی امید بهکار محصول سال ۱۳۸۲ است.

## بازیگران
- حدیث فولادوند
- مجید حاجی زاده
- پرستو صالحی
- علی صادقی
- میلاد مرادی